# 罗伯托·基罗斯
罗伯托·基罗斯（西班牙語：Roberto Quiroz，1992年2月23日—），厄瓜多尔男子网球运动员。他曾代表厄瓜多尔参加2011年和2019年泛美运动会网球比赛，获得一枚金牌和一枚银牌，均来自男子双打项目。